# Richard Sapper

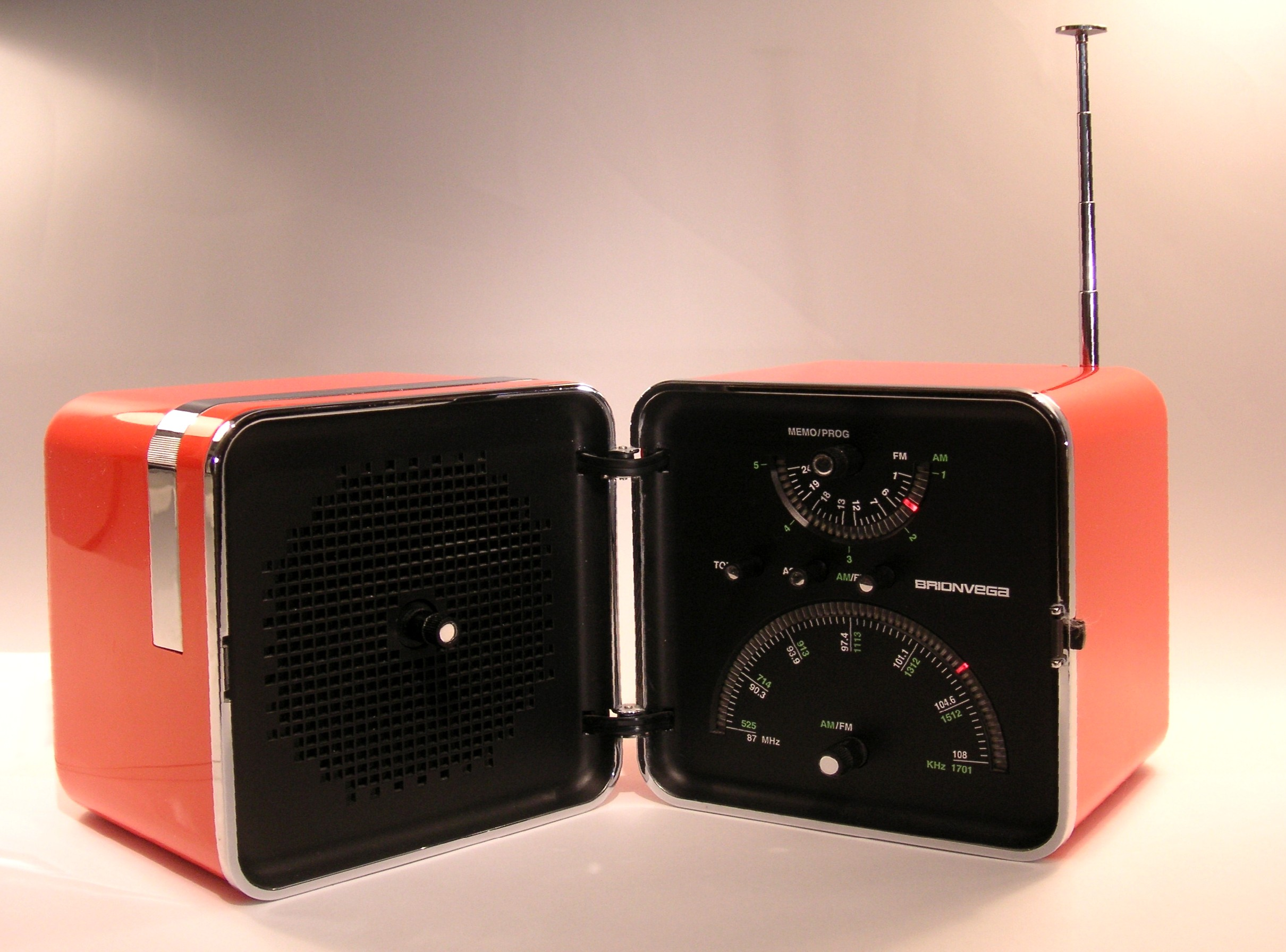
Radio för Brionvega, retromodellen "TS 522", 2004

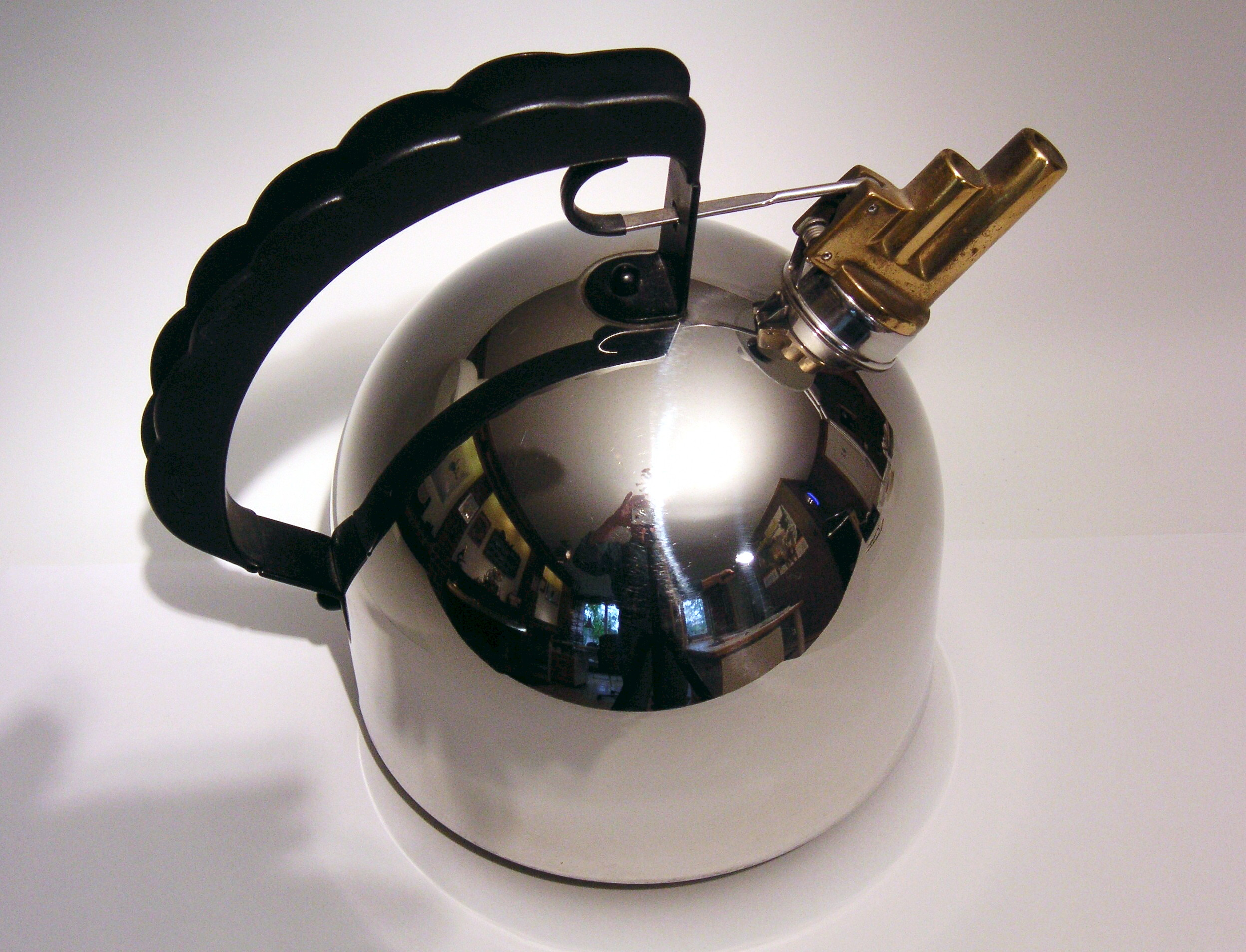
Flöjtkittel "9091 (Bollitore)" för Alessi, 1983

Richard Sapper, född 30 maj 1932 i München, död 31 december 2015 i Milano, var en tysk produktdesigner bosatt i Italien och Tyskland. Han har formgivit designklassiker som 9091 (Bollitore) för Alessi och TS 502 (Cubo) för Brionvega.

## Biografi
Richard Sappers far var målare och grafiker. Richard Sapper var en begåvad tecknare. Han studerade företagsekonomi 1952–1956 vid Ludwig-Maximilians-universitetet i München, men även ämnen som anatomi, grafik och ingenjörskonst intresserade honom. Hans examensarbete (Diplomarbeit) behandlade "de ekonomiska problemen vid industriell formgivning" (Die wirtschaftlichen Probleme industrieller Formgestaltung).
Efter sina studier stannade han fram till 1958 vid Mercedes-Benz designavdelning, där han bland annat formgav backspegeln till Mercedes-Benz 300 SL. 1958 flyttade han till Milano, där han skapade vardagsföremål för bland andra Alessi och Brionvega. Alessis flöjtvattenkittel 9091 (Bollitore) från 1983 och den hopfällbara radion TS 502 (Cubo) för Brionvega från 1964 blev båda designklassiker och kan fortfarande köpas. En hopfällbar telefon Grillo, designad 1965 tillsammans med Marco Zanuso och några andra av hans arbeten finns i den permanenta utställningen på Museum of Modern Art (MoMA) i New York.
1970 startade Richard Sapper ett eget designkontor i Stuttgart och började med rådgivande uppdrag för bland annat Fiat och Pirelli. 1980 blev han rådgivare för IBM:s produktdesign. Han hade även läraruppdrag, bland annat som gästdocent vid Yale University i Brissago och vid Universität für angewandte Kunst Wien. 1986-1998 var han professor i industridesign vid Staatliche Akademie der Bildenden Künste i Stuttgart och från och med 2001 var han medlem av Akademie der Künste i Berlin.
Sapper var även politiskt engagerad och försvarade en humanistisk världsbild. Han såg design som en social och politisk uppgift. Hans motto "ge formen en mening" (der Form einen Sinn geben) distanserar sig tydligt från den funktionalistiska designuppfattningen.
Sapper är representerad vid bland annat Stockholm, British Museum, Victoria and Albert Museum, Röhsska museet, Nasjonalmuseet, KODE kunstmuseer, Metropolitan Museum, Museum of Modern Art, Museum Boijmans Van Beuningen, Art Institute of Chicago, Tekniska museet och Vitra Design Museum.